# Blanca Trueba
Blanca Trueba del Valle es un personaje ficticio de la novela La casa de los espíritus de la escritora chilena Isabel Allende. En la novela Blanca es la primera hija de Clara del Valle y Esteban Trueba, personajes principales de la historia. En la versión fílmica, su personaje se cambia a los eventos ocurridos en la vida de su hija, Alba, y es interpretada por Winona Ryder.

## Biografía
Pasa su vida entre la Casa de la Esquina de la Capital y la Hacienda "Las Tres Marías", donde entabla una gran amistad con el pequeño Pedro Tercero García, que durará hasta que ella se ve obligada a asistir a un internado para señoritas. Durante este período solo se verán en verano.
A pesar del estatus y de las creencias de su familia, termina por enamorarse de Pedro Tercero García, que se ha convertido en un joven campesino que vive y trabaja en la Hacienda de Esteban. Blanca incluso llega a fingirse enferma para salir del Internado y así permanecer en las Tres Marías. Su amor persiste, a pesar de que su enamorado es expulsado de la Hacienda, puesto que el joven propagaba infructuosamente sus ideas comunistas a los demás trabajadores.
El amor de los jóvenes es descubierto y delatado por el Conde Jean de Satigny (1905 - c. 1962), quien pretende la mano de la joven por su nada despreciable dote. Esteban tendrá un altercado bastante tenso con su hija y su esposa, culminando con unos azotes para Blanca y un terrible golpe a Clara. Este suceso marca el fin definitivo de la relación de los padres del matrimonio Trueba.
Blanca y Clara se trasladan a la Casa de la Esquina. Poco después, se enteran de que la joven se encontraba encinta, y cuando Esteban lo conoce, obliga al Conde Satigny a contraer nupcias con su hija, diciéndole a esta que había asesinado a Pedro Tercero. El conde y Blanca establecen su residencia en el norte del país, el conde siempre fue respetuoso con Blanca y jamás intentó siquiera tocarla, le bastaba con la pensión del suegro. Sin embargo, al poco tiempo, Blanca descubre que su marido fotografía las orgías sexuales que mantiene con sus empleados.
Blanca regresa apresurada a la Gran Casa de la Esquina, y entonces nace Alba. En estos tiempos se vuelve muy hermosa y llega a tener muchos pretendientes a pesar de su estado civil (nunca se divorcia) y de tener una hija. Sin embargo, su corazón está marcado con el nombre de Pedro Tercero (que se ha vuelto un músico popular), con quién sigue manteniendo una relación amorosa.
Se dedica durante toda su vida a crear objetos artesanos de estilo indígena, consistentes en Nacimientos decorados con extraños monstruos, similares a los que su tía Rosa cose en su eterno mantel y que su hija pintará en la pared de su recámara.
Cuando los socialistas llegan al poder, Pedro Tercero, quién ha adquirido un puesto en el gobierno, le pide insistentemente que lo acepte como cónyuge, y ella persiste en su negativa (más bien en su pensativa), lo que provocará una separación de dos años. Después del Golpe de Estado, Blanca escondió a su amante en la Casa de la Esquina, hasta que confiesa al Senador Trueba lo sucedido, y extrañamente éste les ayuda consiguiéndoles salvoconductos para escapar a un país nórdico, donde vivirán el resto de sus vidas.